# Hókifli
A hókifli egy egész Közép-Európában elterjedt karácsonyi édesség Magyarországon népszerű változata. A legtöbb kifli formájú sütemény legendáriumához hasonlóan erről is azt tartják, hogy Bécsből származik és félhold alakja a törökök felett aratott győzelemre emlékeztet. Az első ismert recept Katharina Prato 1858-ban megjelent szakácskönyvében található és linzertésztából készül, töltelék nélkül, és sütés után még forrón porcukorba forgatják. Manapság számtalan változatban készül. Egyes receptek élesztőt, vagy sütőport használnak térfogatnövelőnek, tésztájába mandula-, dió- vagy mogyoróőrleményt kevernek, és töltik szilva-, barack-, vagy meggylekvárral, ill. dióval, mákkal vagy gesztenyével is. Az apró kiflik a porcukortól fehérek lesznek, innen kapta a hókifli nevet.